# オフィス街の霧
「オフィス街の霧」（オフィスがいのきり）は、イギリスのSFドラマ『プライミーバル』の第2章第2話。イギリスではITV1で2008年1月19日に初放送された。
本作では、日本企業と取引を計画していた企業のビルに時空の亀裂が生じ、オフィスが霧に包まれる。ニック・カッターは「未知なる獣」の結末で消滅したクローディアと瓜二つの女性ジェニー・ルイスに惑わされながらも事態に対処する。

## プロット

### あらすじ
新メンバーとして紹介された広報担当ジェニー・ルイスは、歴史から存在の消滅したクローディアに瓜二つの姿をしていた。彼女の存在に揺さぶられるニックであったが、彼らの都合には関係なく時空の亀裂は開く。日本のナガタビールとの契約を結ぼうとするオフィスに霧が流れ込み、従業員や駆けつけた消防隊員が次々に霧の中のミミズ型生物に襲われる。ニックとスティーブンが突入し、今回の亀裂が通じる先は先カンブリア時代と推測する。
一方、アビーと共にレンタルビデオ店にいたコナーは、アビーが不在の間に女性客キャロライン・スティールに声を掛けられる。彼女と電話番号を交換するコナーであったが、亀裂発生の知らせを受け亀裂調査センターに召集される。センターの装備が霧の状況に合わないと感じた彼らはホームセンターで送風機を仕入れることにするが、コナーはその道中で前話「ラプトル襲撃」で失踪したショッピングモールの清掃員が兵士としてARCに勤務していることに気付く。
オフィスに突入したジェニーと共に助け合いながら、ニックは駆けつけたコナーとアビーに合流し、取り残された民間人を救出する。その後、霧で分断されたスティーブンを救出すべくジェニーとニックはスティーブンのいる13階へ、アビーとコナーは霧を換気口から追い出すためにエアコンの温度設定を上げるべく15階のサーバー室へ向かう。ミミズの攻撃を躱しながら室温設定の変更に成功してオフィス内の霧も晴れるが、気温上昇に伴って次世代を作るミミズの性質に翻弄され、合流したスティーブンら3人は寄生性の幼生ミミズに襲われる。スプリンクラーで室温を下げることで、ミミズの脅威はようやく終息する。
全てが終わった後、スティーブンは亀裂の存在を世間に公表すべきと主張し、「何が自然界の秩序かは今はもう分からない」とニックに告げる。その夜、ニックはクローディアの住所を基にジェニーの自宅を推測して彼女に会いに行くが、クローディアと違ってこの世界のジェニーには婚約者が居ることを知る。ニックは微笑んでその場を後にするが、その近隣に停車していた車の座席には彼の妻ヘレンが座っていた。

### 連続性
第1章第6話「未知なる獣」から本作までは連続したエピソードとなっている。

## キャスト
制作チームはシリーズを新鮮かつエキサイティングなものとして維持し続けるために新たな登場人物の導入が重要であると考え、「オフィス街の霧」ではナオミ・ベントレーのキャラクターを追加した。ベントレーの演じるキャロライン・スティールはコナー・テンプル（演：アンドリュー・リー・ポッツ）の恋愛対象であり、また背後に何らかの計画を持つ人物として描写される。
また「オフィス街の霧」では、消失したクローディア・ブラウンと同一の容姿を持つジェニー・ルイス（演：ルーシー・ブラウン）が本格的に登場した。ジェニーの地位が高いことから、ブラウンは依然演じていたクローディアよりも自信に満ちたキャラクターを演じた。

### 一覧
日本語吹替声優は左からNHK放送版、DVD版の順。
ニック・カッター
演 - ダグラス・ヘンシュオール、声 - 堀内賢雄/大塚芳忠
スティーブン・ハート
演 - ジェームズ・マレー、声 - 川本克彦/加瀬康之
コナー・テンプル
演 - アンドリュー・リー・ポッツ、声 - 宮下栄治/浪川大輔
アビー・メイトランド
演 - ハナ・スピアリット、声 - 斉藤梨絵/足立友
ジェニー・ルイス
演 - ルーシー・ブラウン、声 - 加藤優子/小林さやか
ジェームズ・レスター
演 - ベン・ミラー、声 - 横島亘/御園行洋
ヘレン・カッター
演 - ジュリエット・オーブリー、声 - 唐沢潤/赤池裕美子
オリバー・リーク
演 - カール・テオバルド、声 - 村治学
キャロライン・スティール
演 - ナオミ・ベントレー、声 - 佐古真弓
モールの清掃員
演 - ティム・ファラデー
ナガタ社長
演 - 伊川東吾

## 登場する生物
コエルロサウラヴス
レックス。キャロラインを警戒する。
巨大ミミズ
先カンブリア時代に生息していた、ドラマオリジナルのワーム型の捕食動物。白い霧の中に生息し、視界不良の状況下にある獲物を攻撃する。当時の大気に酸素が含まれていなかったため、酸素を多く含む現代のような空気に晒されると死亡するが、気温が高い場合には破裂して体内の幼体を撒き散らして周囲の生物に寄生させ次世代を残すという繁殖戦略を採用している。この生物が攻撃に使用している伸長する口器は、実在する動物食性動物のゴカイを参考にデザインされた。原生代の化石記録は顕生代に比べて乏しく、そのため化石記録の残っていない生物が数多く生息していたという推測の下で製作されている。ただし、実際にこのような動物食性の巨大生物が生息していた可能性は低い。
2005年の映画『キング・コング』に登場したカルニクティス・ソルディクス (Carnictis sordicus) と外見が酷似しているが、これはダレン・ホーレイが『キング・コング』と『プライミーバル』両作のコンセプトアーティストを担当していたためである。

## 放送
イギリスではITV1で2008年1月19日に、ドイツでは Der Nebel という題で2008年4月14日にプロジーベンにて、アメリカ合衆国では2008年9月27日にBBCアメリカにて放送された。
日本では2009年9月3日に午後6時からNHKデジタル衛星ハイビジョン、午後8時からNHK総合で放送された。後に第3章が日本に上陸する直前には、2010年5月23日に午前10時50分から再放送された。

## 批評家の反応
Webサイト The Sci-Fi Online のポール・シンプソンは「オフィス街の霧」を10点満点中8点と評価した。彼は『プライミーバル』が他作品の要素を取り入れつつ独自に昇華した作品に回帰したと述べ、映画『トレマーズ』シリーズの地中生物グラボイドとの類似性を指摘し、地中ではなく霧の中に潜んでいる点にアレンジが加わっていると述べた。巨大ミミズとの戦いがエピソードの根幹であったとしつつ、彼はキャロラインとコナー、ヘレンとスティーブン、そしてジェニーとニックの間の人間ドラマも大きく展開したと指摘し、特に消えたクローディアと折り合いをつけようとするニックを演じたダグラス・ヘンシャルの繊細な演技を称賛した。衝撃と笑いが相まって良いエピソードに仕上がっていると述べて彼はレビューを締め括った。
The Medium is not Enoughのロブ・バックレーは、建造物の設計をはじめとする本作の各所に現実から乖離した部分があると指摘しつつも、知性の痕跡が残されていて全く無駄な1時間でなかったと評価した。